# 乙支大學
36°19′57.5″N 127°24′19.2″E / 36.332639°N 127.405333°E
乙支大學（英文：Eulji University）是大韓民國新近成立的私立大學。2006年12月，原來的乙支醫科大學（大學校，成立於1997年）及首爾保健大學（學院，成立於1967年）合併，並改名為「乙支大學」。學校有兩個校址，分別位於大田廣域市中區主校園及京畿道的城南市校園。學校取名於創辦學校的乙支教育基金，校訓是「研究與奉仕」。

## 科系
- 大田校區
  - 醫學系
  - 醫學預科
  - 護理學系
  - 醫療經營學系
  - 臨床病理學系

## 大學院設置
- 一般大學院
  - 醫學系
  - 護理學系
  - 保健學系

- 保健大學院
  - 臨床醫學系
  - 放射學系
  - 物理治療學系
  - 眼鏡光學系
  - 保健醫療經營學系

- 臨床護理大學院
  - 老人護理學專攻
  - 精神護理學專攻
  - 應急護理學專攻
  - 臨床護理教育學專攻

## 外部連結
- 乙支大學官方網址（页面存档备份，存于）